# Спортивне харчування

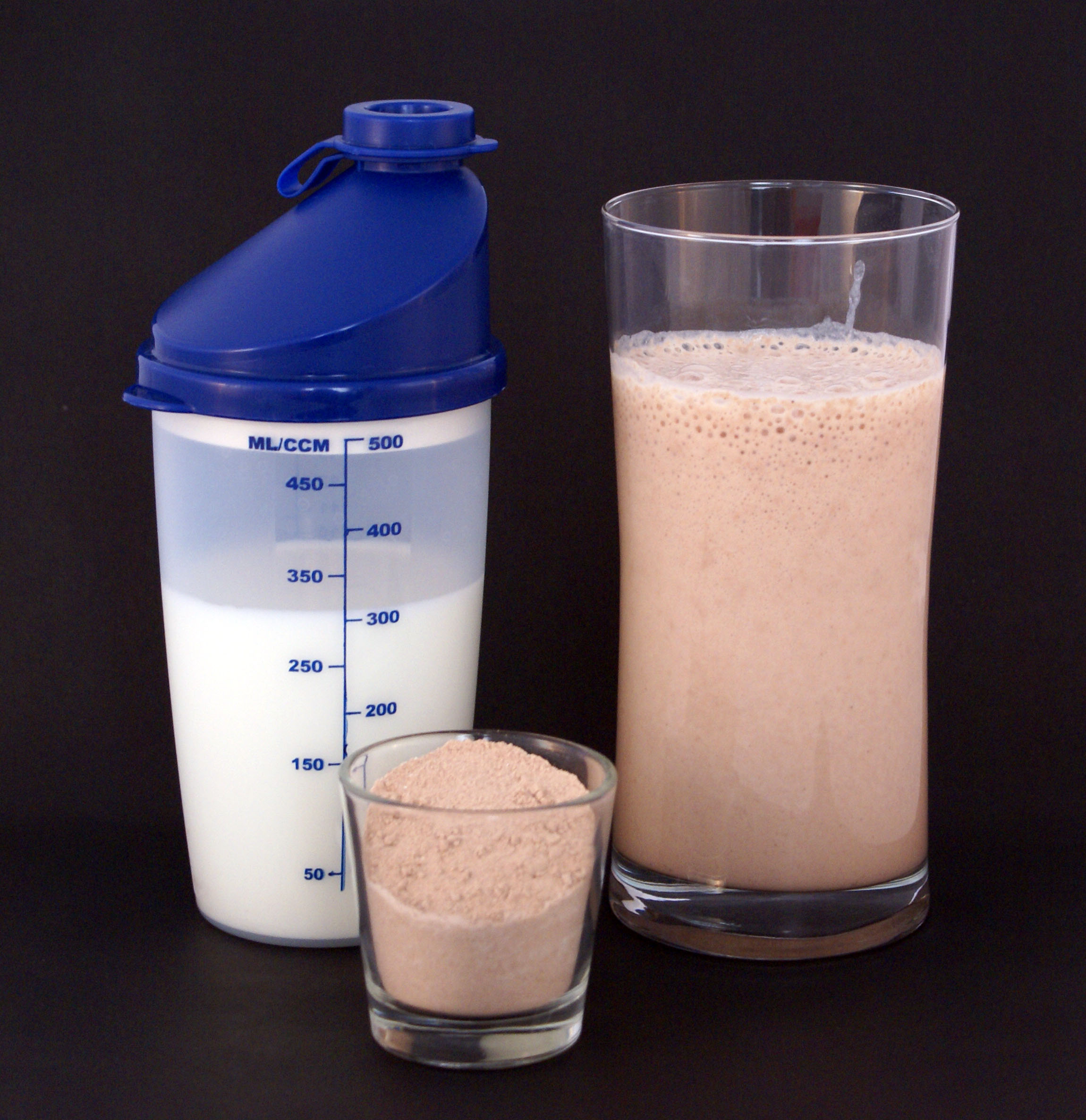
Протеїнові коктейлі є звичайним доповненням при занятті бодибілдингом.

Спортивне харчування - це особлива група харчових продуктів, що випускається переважно для людей, що ведуть активний спосіб життя та займаються спортом.
Спортивне харчування розробляється і виготовляється на основі наукових досліджень у різних галузях, наприклад в таких, як дієтологія і фізіологія, і найчастіше являє собою ретельно підібрані за складом концентровані суміші основних харчових елементів, спеціально оброблених для найкращого засвоєння організмом людини. У порівнянні зі звичайною їжею, на перетравлення якої можуть йти години, спортивні добавки вимагають мінімальних витрат часу і зусиль травлення на розщеплення і всмоктування, при цьому багато видів спортивного харчування мають високу енергетичну цінність. Спортивне харчування абсолютно нешкідливо, якщо приймати його правильно.
Прийом спортивного харчування спрямований на поліпшення спортивних результатів, підвищення сили і витривалості, зміцнення здоров'я, збільшення обсягу м'язів, нормалізацію обміну речовин, досягнення оптимальної маси тіла і в цілому на збільшення якості та тривалості життя.
Спортивне харчування зараховується до категорії добавок, оскільки його правильне використання являє собою доповнення до основного раціону, що складається зі звичайних продуктів, а не повну їх заміну.
Переважна більшість продуктів спортивного харчування не має нічого спільного з допінгом.

## Види спортивного харчування
Спортивне харчування підрозділяють на такі класи:
- Високобілкові продукти
- Вуглеводно-білкові суміші
- Амінокислоти[1]
- Донатори оксиду азоту
- Жироспалювачі
  - Левокарнітін
- Спеціальні препарати
  - Креатин
  - Антикатаболіки
    - BCAA
    - Фосфатидилсерин
- Препарати, що підвищують рівень тестостерону
- Засоби для зміцнення суглобів і зв'язок
- Вітаміни, мінерали та вітамінно-мінеральні комплекси
- Енергетики
  - Кофеїн
- Ізотоніки

## Вибір харчування
Вибір для вживання необхідного типу продуктів здійснюється залежно від поставлених при складанні тренувальної програми цілей. Наприклад, для зниження маси тіла беруть жироспалювачі, L-карнітин, які прискорюють утилізацію жирів в організмі, а також покращують транспорт жирних кислот в мітохондрії. Якщо ж необхідно набрати м'язову масу, то вживають спортивні добавки, що відносяться до категорій гейнерів, протеїнів [Архівовано 31 січня 2020 у Wayback Machine.], амінокислот, предтренувальних комплексів (донаторів азоту), тестостеронових бустерів. Також в асортименті спортивного харчування існує багато комплексних продуктів, які здатні відновлювати сили і енергію, покращувати загальний обмін речовин і багато функцій організму.
Спортивне харчування не можна віднести до лікарських засобів, його правильне застосування безпечно і не викликає звикання. Вибрати необхідні продукти і придбати їх можна в спеціалізованих інтернет-магазинах з продажу спортивного харчування. Підбір спортивного харчування, необхідного для тренувань, бажано здійснювати відповідно до рекомендацій кваліфікованих фахівців у цій галузі, а також з урахуванням свого віку та обміну речовин. Наприклад, при наявності гіпертонії не рекомендується вживати добавки, що затримують воду в організмі (креатин та добавки на його основі), а при уповільненому обміні речовин не варто викоритосувати гейнер, фітнес-батончики та інші добавки, що містять прості вуглеводи та цукор.

### Основний принцип
Головний принцип харчування - збалансованість і досягнення певної спортивної мети. Необхідний склад вибирається в міру необхідності і зручності споживання. Енергією для кожної клітини є гідроліз АТФ, який синтезується клітинами організму з вуглеводів. Таким чином, у харчуванні людини вуглеводи грають важливу роль в енергетичному забезпеченні життєдіяльності. Білки їжі використовуються клітинами організму як основний матеріал для будівництва тканин. Вони можуть бути відправлені на виробництво АТФ, але з витратою більшої кількості енергії. Білки засвоюються клітинами організму за допомогою біохімічного сигналу «їжа», що подається гормоном інсуліном. Інсулін рефлекторно виробляється підшлунковою залозою при попаданні в травний тракт вуглеводів. Співвідношення надходження білків і вуглеводів не повинно перевищувати однієї чверті білків по відношенню до вуглеводів, тоді кількості виробленого інсуліну вистачить для засвоєння білка.

#### Склад спортивного харчування
Патока - очищений крохмаль, який також використовують при виробництві пластівців до сніданку, кондитерських виробів. Амінокислоти і протеїнові порошки виробляють найчастіше з молочної сироватки (рідини, що залишається після отримання сиру), яєць, тваринного білка (колагену), різних культурних рослин.
Незалежно від сировини для отримання амінокислот їх властивості залишаються однаковими. Різні джерела амінокислот вимагають від виробника різних технологій вироблення.
Дуже часто зустрічаються добавки на основі BCAA (три амінокислоти з т. зв. «Розгалуженими ланцюжками» (особливість структури)) - лейцин, ізолейцин і валін), вони у великих кількостях представлені в м'язовій тканині, тому їм приділяється особлива увага в спорті.
Засоби для зміцнення суглобів і зв'язок включають до складу речовини, які прискорюють регенерацію хряща (глюкозамін, хондроїтин, колаген, MSM та ін.).
Препарати, що підвищують природний рівень тестостерона: цинко-магнієвий комплекс (ZMA), екстракт дикого ямсу (Діоскора), екстракт еврікоми довголистої, екстракт левзеї сафлоровидной (екдистен).

##### Побічні ефекти
Передозування вітамінів може викликати алергію. Кофеїн і кофеїновмісні добавки здатні підвищити артеріальний тиск, при прийомі у вечірні години - викликати безсоння.

## Див.також
- Суперфуди
- Біологічно активні добавки
- Біохакінг
- Силові тренування
- Спорт
- Здоровий спосіб життя
- Раціональне харчування

### Книги
- Gleeson, Michael (2019). Sport nutrition (вид. Third edition). Champaign, IL. ISBN 978-1-4925-2903-3.
- Karpinski, Christine; Rosenbloom, Christine; Academy of Nutrition and Dietetics (2017). Sports nutrition: a handbook for professionals (вид. Sixth edition). Chicago. ISBN 978-0-88091-975-3.
- Campbell, Bill I. (2014). Sports nutrition: enhancing athletic performance. Boca Raton. ISBN 978-1-4665-1359-4.
- Ryan, Monique (2012). Sports nutrition for endurance athletes (вид. 3rd ed). Boulder, Colo.: VeloPress. ISBN 1-937716-39-2.

### Журнали
- Journal of the International Society of Sports Nutrition
- Journal of Dietary Supplements